# Volandera

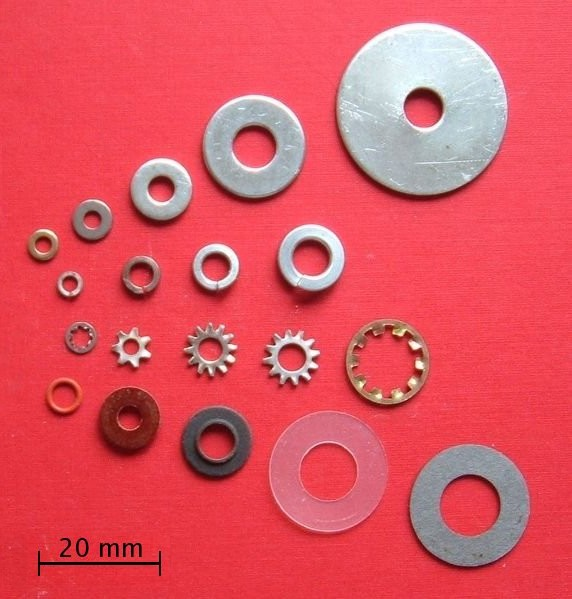
Volanderes ordenades en fileres (de dalt a baix): planes, partides, d'estel i d'isolament.

Una volandera o dineret és un element de muntatge amb forma de disc prim amb un forat normalment al centre (corona circular), sent el seu ús més freqüent el seure rosques i caps de cargols. Normalment s'utilitza per a suportar una càrrega de fixació. Entre altres usos poden tenir el d'espaiador, de molla o ressort, dispositiu indicador de precàrrega i com a dispositiu d'assegurança.
Les volanderes normalment són de metall o de plàstic. Els cargols amb caps d'alta qualitat requereixen volanderes d'algun metall dur per prevenir la pèrdua de precàrrega una vegada s'ha aplicat el parell de serratge. Els segells d'hule o fibra usats en tapes i juntes per a evitar la fuita de líquids (aigua, oli, etc.) De vegades són de la mateixa manera que una volandera però la seva funció és diferent. Les volanderes també són importants per a prevenir la corrosió galvànica, específicament isolant els caragols de metall de superfícies d'alumini.

## Tipus de volanderes
La majoria de les volanderes es poden classificar en tres tipus amplis;
- Volanderes planes, que distribueixen una càrrega i eviten danys a la superfície que s'està fixant, o proporcionen algun tipus d'aïllament, com a aïllament elèctric.
- Volanderes elàstiques, que tenen flexibilitat axial i s'utilitzen per evitar que se subjectin o afluixin a causa de les vibracions.
- Volanderes de seguretat, que impedeixen la fixació o l'afluixament en impedir la rotació de descargolat del dispositiu de fixació; les volanderes de bloqueig solen ser també volanderes elàstiques.

### Volanderes planes
| Nom(s)                                                                                       | Imatge | Descripció |
| -------------------------------------------------------------------------------------------- | ------ | --- |
| Volandera simple (o "vorandela plana")                                                       |        | Un anell, sovint de metall, utilitzat per repartir la càrrega d'una subjecció cargolada. A més, es pot fer servir una volandera plana quan l'orifici té un diàmetre més gran que la femella de fixació. |
| Volandera plana - Fender washer (EUA), penny washer, mudguard washer, o "repair washer" (RU) |        | Una volandera plana amb un diàmetre exterior particularment gran en proporció al seu orifici central. Aquests s'usen comunament per distribuir la càrrega en làmines de metall primes i reben el seu nom pel seu ús en parafangs d'automòbils. També es poden fer servir per fer una connexió a un orifici que s'ha engrandit a causa de l'òxid o el desgast. Al Regne Unit, el nom prové originalment de la grandària de l'antic cèntim britànic. Al Regne Unit, la majoria de les indústries es refereixen a totes les volanderes de gran diàmetre exterior com ara volanderes de cèntim, fins i tot quan el diàmetre exterior és fins al doble de la mida del vell cèntim. Una forma arcaica d'aquesta volandera es venia com a "reparador d'olles", generalment en petites quantitats a través d'una ferreteria minorista. Això incloïa dues volanderes, una femella i un pern, i una volandera de segellat de cautxú, suro o làmina de fibra. Es poden fer servir per segellar petits orificis, taques d'òxid o connexions de canonades extretes en tancs d'aigua o grans recipients per cuinar. |
| Femella de volandera esfèrica i cargol                                                       |        | Part d'una rosca autoalineador; és una volandera amb una superfície arrodonida, que està dissenyada per utilitzar juntament amb una femella d'acoblament per permetre diversos graus de desalineació entre les peces. |
| Placa d'ancoratge o volandera de paret                                                       |        | Una placa o volandera gran connectada a una barra d'unió o pern. Les plaques d'ancoratge s'utilitzen a parets exteriors d'edificis de maçoneria, per a reforç estructural. Com que són visibles, moltes plaques d'ancoratge es fabriquen en un estil decoratiu. |
| Volandera de torsió                                                                          |        | Usat en fusteria en combinació amb un pern de carruatge; té un orifici quadrat al centre on encaixa el pern quadrat. Les dents o puntes de la volandera mosseguen la fusta, evitant que el pern giri lliurement quan s'estrenyi una femella. |

## Tipus i forma

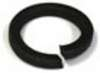
Volandera de pressió Grover.

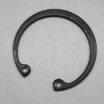
Volandera de circlip per a subjectar guàrdies.

La norma internacional ISO 10673 sobre volanderes planes estableix dimensions estàndard per a les volanderes planes. A la taula següent d és el diàmetre nominal interior, t el gruix i D el diàmetre exterior (dimensions en mm):
| Tipus | S (estreta) | S (estreta) | N (normal) | N (normal) | L (ampla) | L (ampla) |
| ----- | ----------- | ----------- | ---------- | ---------- | --------- | --------- |
| d     | t           | D           | t          | D          | t         | D         |
| 1,6   | 0,5         | 3,5         | 0,5        | 5          | 0,5       | 6         |
| 2     | 0,6         | 4,5         | 0,6        | 5          | 0,6       | 6         |
| 2,5   | 0,6         | 5           | 0,6        | 6          | 0,6       | 8         |
| 3     | 0,6         | 6           | 0,6        | 7          | 0,8       | 9         |
| 4     | 0,8         | 8           | 0,8        | 9          | 1         | 12        |
| 5     | 1           | 9           | 1          | 10         | 1         | 15        |
| 6     | 1,6         | 11          | 1,6        | 12         | 1,6       | 18        |
| 8     | 1,6         | 15          | 1,6        | 16         | 2         | 24        |
| 10    | 2           | 18          | 2          | 20         | 2,5       | 30        |
| 12    | 2           | 20          | 2,5        | 24         | 3         | 37        |
| 16    | 3           | 30          | 3          | 32         | 3         | 40        |
| 20    | 3           | 36          | 3          | 40         | 3         | 50        |
| 24    | 4           | 45          | 4          | 50         | 4         | 60        |
| 30    | 4           | 52          | 4          | 60         | 4         | 70        |

L'Institut Nacional Estatunidenc d'Estàndards (ANSI) proporciona estàndards per a volanderes planes d'ús general. El tipus A és una sèrie de volanderes d'acer amb àmplies toleràncies, on la precisió no és crítica. Les volanderes tipus B són una sèrie de juntes amb una cenyida resistència on els diàmetres es defineixen com a estrets, regulars o amples segons la grandària específica del cargol. El "Tipus" no s'ha de confondre amb "forma" (però sovint ho és). L'estàndard britànic per a volanderes de metall de la sèrie mètrica (BS4320), escrit en 1968, va encunyar el terme "forma". Les formes van de la A a la G i dicten el diàmetre exterior i el gruix de les volanderes planes.
Volanderes plana
- Volandera normal, DIN 125
- Volandera ampla, DIN 9021
- Volandera gruixuda, DIN 433

Volanderes de pressió
- Volandera Grower, DIN 127
- Volandera Belleville, DIN 6796
- Ressort de plateret, DIN 2093

Volanderes dentades
- Forma "A", dentat extern, DIN 6798A
- Forma "B": diàmetre normal i gruix lleuger
- Forma "C": diàmetre de talla gran i gruix normal
- Forma "D": diàmetre de talla gran i gruix lleuger
- Forma "E": diàmetre de talla gran i gruix normal
- Forma "F": diàmetre de talla gran i gruix normal
- Forma "G", major diàmetre i gran gruix[12]
- Forma "J", dentat intern, DIN 6798J

A part d'aquests, n'hi ha d'altres tipus més específics.
- Volandera Grower.
- Volandera de circlip (Seeger) per a mantenir reforços (cast. retens)

### Volanderes especials
- Volandera cònica
- Volandera de circlip (Seeger) per subjectar retens.
- Volandera de cuir

## Sobre les volanderes elàstiques de seguretat tipus Grower
Les volanderes elàstiques helicoïdals de seguretat tenen un ampli ús en molts tipus de muntatges industrials. L'hèlix absorbeix inicialment el parell d'estrenyi, fins que es fa plana -desapareix l'hèlix- sota la pressió de la càrrega de treball, o d'estrenyi, o d'ajust. Després que la volandera grower queda tancada (esclafada) per efecte de la càrrega d'ajust aplicada al conjunt que la conté, se la veu com una volandera plana. Si s'aplica una sobrecàrrega a aquest conjunt, la volandera grower tendeix a produir una deformació que augmenta el diàmetre interior i provoca una variació lateral en la seva forma. L'ús de volanderes de seguretat elàstiques helicoïdals —grower— assegura a les unions cargolades una subjecció efectiva i una uniforme distribució de les càrregues. Quan a la unió efectuada es disminueix la càrrega d'ajust per efecte de les vibracions de treball del conjunt acoblat (s'afluixa la unió) l'arandella grower proveeix la resistència a l'afluixament del conjunt de buló (cargol i femella, o cargol i peça roscada, o peça roscada i rosca).
Les normes preveuen dues alternatives de fabricació: una amb extrems llisos, i l'altra amb extrems aixecats (Tipus A). Aquesta darrera versió és la més adequada per a unions on assegurar-se una bona connexió elèctrica donant adequada continuïtat a la unió cable, com ser en instal·lacions de transmissió d'energia d'alta, mitjana i baixa tensió.
Les volanderes grower poden ser fabricades en diferents tipus de materials segons l'aplicació requerida:
- Acers d'alt carboni per a ressorts, qualitat SAE 1070 i han de ser temperades i revingudes.
- Acers aliats.
- Acers inoxidables, per a ús a la indústria alimentària, a la indústria química i petroquímica per la seva resistència a la corrosió.
- Titani, usat en ambients sotmesos a altes temperatures i majors efectes corrosius.
- Bronze silici, per a ús en aplicacions marines.

La seva presentació superficial pot ser natural, zincades electrolíticament, galvanitzades per immersió en calent, o zincades i galvanitzades mecànicament.

## Materials
Les volanderes es poden fabricar amb una varietat de materials que inclouen, entre d'altres:
- Acer – Acer al carboni, acer per a molles, Acer inoxidable A2 (304) i A4 (316/316L)
- Metall no ferrós – Coure, llautó, alumini, titani, ferro, bronze i zinc
- Aleació – Bronze de silici, Inconel, Monel i Hastelloy
- Plàstic – Termoplàstics i polímers termoenduribles com polietilè, PTFE (tefló)[16]
- Nylon – Nylon 6, Nylon 66, Nylatron i Tecamid MDS[17]
- Especialitat: fibra, ceràmica, cautxú natural, cautxú, feltre, cuir, bimetalls i mica.
- Fenòlic: el material té un bon aïllament elèctric, és lleuger, resistent, té poca absorció d'humitat, és resistent a la calor i és resistent als productes químics i la corrosió. Les volanderes fenòliques substitueixen les volanderes planes metàl·liques en els casos en què calgui aïllament elèctric. Les volanderes fenòliques s'estampen en làmines grans del material fenòlic. El terme "volandera fenòlica" es fa servir de vegades per a volanderes estampades de materials laminats com paper, lona i Mylar.

### Resistència a la corrosió
S'utilitzen diverses tècniques per millorar les propietats resistents a la corrosió de certs materials de volandera:
- Recobriments metàl·lics: els recobriments típics que s'utilitzen per produir volanderes resistents a la corrosió són zinc, cadmi i níquel. El revestiment de zinc actua com una capa superficial de sacrifici que és víctima dels materials corrosius abans que es faci malbé el material de la volandera. El cadmi produeix una superfície protectora d'alta qualitat, però és tòxic tan biològica com ambientalment. Els recobriments de níquel afegeixen protecció contra la corrosió només quan l'acabat és dens i no porós.
- Galvanoplàstia: aquest mètode consisteix a recobrir la volandera mitjançant deposició electrolítica utilitzant metalls com cromo o plata.
- Fosfatat: s'aconsegueix una superfície resistent, però abrasiva mitjançant la incorporació d'una capa de fosfat de zinc i oli protector contra la corrosió.
- Daurat o blavós: exposar la volandera (típicament acer) a un compost químic o una solució salina alcalina provoca una reacció química d'oxidació, que dona com a resultat la creació d'una superfície acolorida resistent a la corrosió. La integritat del recobriment es pot millorar tractant el producte acabat amb un oli que desplaça l'aigua.
- Enxapada química: aquesta tècnica utilitza un aliatge de níquel-fòsfor que es precipita sobre la superfície de la volandera, creant una superfície extremadament resistent a la corrosió i l'abrasió.[18]

## Dimensions de les volanderes planes mètriques estàndard
Les volanderes de mides mètriques estàndard equivalents a BS4320 Forma A s'enumeren a la taula següent. Les mides de la taula es refereixen a les dimensions de les volanderes descrites al dibuix. Les especificacions per a volanderes planes mètriques estàndard es coneixien com a DIN 125 (retirades) i es van substituir per ISO 7089. Les normes DIN (Deutsches Institut für Normung - «Institut Alemany de Normalització») es publiquen per a una gran varietat de components, inclosos els elements de fixació industrials, com les volanderes planes mètriques DIN 125. Les normes DIN segueixen sent habituals a Alemanya, Europa i la resta del món, tot i que s'està produint la transició a les normes ISO. Les normes DIN segueixen utilitzant-se per a peces que no tenen equivalents ISO o per a les quals no hi ha necessitat de normalització.

| Caragol nominal dimensió, M (mm) | Caragol nominal dimensió, M (mm) | Pas del caragol rosca, P (mm) | Pas del caragol rosca, P (mm) | Diàmetre (mm)    | Diàmetre (mm)     | Gruix, H (mm) |
| 1.ª opció                        | 2.ª opció                        | Gruixuda                      | Fina                          | Forat intern, d1 | Forat, extern, d2 | Gruix, H (mm) |
| -------------------------------- | -------------------------------- | ----------------------------- | ----------------------------- | ---------------- | ----------------- | ------------- |
| 1                                |                                  | 0.25                          |                               | 1.1              | 3                 | 0.3           |
| 1.2                              |                                  | 0.25                          |                               | 1.3              | 3.5               | 0.3           |
|                                  | 1.4                              | 0.3                           |                               | 1.5              | 4                 | 0.3           |
| 1.6                              |                                  | 0.35                          |                               | 1.7              | 4                 | 0.3           |
|                                  | 1.7                              |                               |                               | 1.8              | 4.5               | 0.3           |
|                                  | 1.8                              | 0.35                          |                               |                  |                   |               |
| 2                                |                                  | 0.4                           |                               | 2.2              | 5                 | 0.3           |
| 2.5                              |                                  | 0.45                          |                               | 2.7              | 6                 | 0.5           |
|                                  | 2.6                              |                               |                               | 2.8              | 7                 | 0.5           |
| 3                                |                                  | 0.5                           |                               | 3.2              | 7                 | 0.5           |
|                                  | 3.5                              | 0.6                           |                               | 3.7              | 8                 | 0.5           |
| 4                                |                                  | 0.7                           |                               | 4.3              | 9                 | 0.8           |
| 5                                |                                  | 0.8                           |                               | 5.3              | 10                | 1             |
| 6                                |                                  | 1                             | 0.75                          | 6.4              | 12                | 1.6           |
|                                  | 7                                | 1                             |                               | 7.4              | 14                | 1.6           |
| 8                                |                                  | 1.25                          | 1                             | 8.4              | 16                | 1.6           |
| 10                               |                                  | 1.5                           | 1.25 or 1                     | 10.5             | 20                | 2             |
| 12                               |                                  | 1.75                          | 1.5 or 1.25                   | 13               | 24                | 2.5           |
|                                  | 14                               | 2                             | 1.5                           | 15               | 28                | 2.5           |
| 16                               |                                  | 2                             | 1.5                           | 17               | 30                | 3             |
|                                  | 18                               | 2.5                           | 2 or 1.5                      | 19               | 34                | 3             |
| 20                               |                                  | 2.5                           | 2 or 1.5                      | 21               | 37                | 3             |
|                                  | 22                               | 2.5                           | 2 or 1.5                      | 23               | 39                | 3             |
| 24                               |                                  | 3                             | 2                             | 25               | 44                | 4             |
|                                  | 27                               | 3                             | 2                             | 28               | 50                | 4             |
| 30                               |                                  | 3.5                           | 2                             | 31               | 56                | 4             |
|                                  | 33                               | 3.5                           | 2                             | 34               | 60                | 5             |
| 36                               |                                  | 4                             | 3                             | 37               | 66                | 5             |
|                                  | 39                               | 4                             | 3                             | 40               | 72                | 6             |
| 42                               |                                  | 4.5                           | 3                             | 43               | 78                | 7             |
|                                  | 45                               | 4.5                           | 3                             | 46               | 85                | 7             |
| 48                               |                                  | 5                             | 3                             | 50               | 92                | 8             |
|                                  | 52                               | 5                             | 4                             | 54               | 98                | 8             |
| 56                               |                                  | 5.5                           | 4                             | 58               | 105               | 9             |
|                                  | 60                               | 5.5                           | 4                             | 62               | 110               | 9             |
| 64                               |                                  | 6                             | 4                             | 66               | 115               | 9             |
|                                  | 68                               |                               |                               | 70               | 120               | 10            |
| 72                               |                                  |                               |                               | 74               | 125               | 10            |
|                                  | 76                               |                               |                               | 78               | 135               | 10            |
| 80                               |                                  |                               |                               | 82               | 140               | 12            |
|                                  | 85                               |                               |                               | 87               | 145               | 12            |
| 90                               |                                  |                               |                               | 93               | 160               | 12            |
|                                  | 100                              |                               |                               | 104              | 175               | 14            |

## Per a més informació
- Parmley, Robert. (2000). "Section 11: Washers." Illustrated Sourcebook of Mechanical Components. Nova York: McGraw Hill. ISBN 0070486174 Dibuixos, dissenys i comentari de diversos usos de les volanderes.